# ユセル
ユセル（Ussel、オック語:Ussèl）は、フランス、ヌーヴェル＝アキテーヌ地域圏、コレーズ県のコミューン。

## 地理
中央高地のミルヴァシュ山地のふもとにある。町はディエージュ谷とサルソンヌ谷の間のなだらかな尾根にかかっている。

## 歴史
ユセルの起源はガリア時代にさかのぼり、名はガリア語で「高い」を意味する-uxselloに由来する。高さは、近接するディエージュ川とサルソンヌ川の谷の位置を指しており、異教信仰をうかがわせる。

## 経済
ユセルから3キロメートル東にあるファルジュ鉱山は1981年に閉山するまで、鉛、銀、重晶石、白鉛鉱、緑鉛鉱、濃紅銀鉱、安銀鉱を産出していた。リムーザン牛、リムーザン豚の生産で有名な農業中心地でもある。

## 交通
- 道路 - A89、RN89
- 鉄道 - TERリムーザン、ユセル駅

## 姉妹都市
- オーレー、フランス